# Municipalità locale di Ulundi
Ulundi è una municipalità locale (in inglese Ulundi Local Municipality) appartenente alla municipalità distrettuale di Zululand della provincia di KwaZulu-Natal in Sudafrica. 
In base al censimento del 2001 la sua popolazione è di 212.972 abitanti.
La sede amministrativa e legislativa è la città di Ulundi e il suo territorio si estende su una superficie di 3.250 km² ed è suddiviso in 24 circoscrizioni elettorali (wards). Il suo codice di distretto è KZN266.

## Geografia fisica

### Confini
La municipalità locale di Ulundi confina a nord e a ovest con quella di Abaqulusi, a est con quella di Nongoma e con il District Management Areas KZDMA27, a sud con quelle di Ntambanana, Mthonjaneni e Nkandla (UThungulu) e a ovest con quella di Nquthu (Umzinyathi).

### Città e comuni
- Babanango
- Buthelezi Empithimpithini
- Ilangakazi
- Inhlazatje
- Kwaceza
- Mahlabatini
- Mpungose
- Ndebele
- Nhlazatshe
- Simelane
- Uloliwe
- Ulundi
- Ximba
- Zungu

### Fiumi
- Bululwana
- Ithaka
- Mfolozi
- Mhlatuze
- Mpembeni
- Mvalo
- Mvunyane
- Nhlungwane
- Sikwebezi
- Wit Mfolozi